# Geoffrey Blancaneaux
Geoffrey Blancaneaux, né le 8 août 1998 à Paris, est un joueur de tennis français, professionnel depuis 2016.

## Biographie
Geoffrey Blancaneaux commence le tennis à l'âge de six ans. L'Institut national du sport, de l'expertise et de la performance (INSEP) ne le juge pas assez bon et trouve son gabarit trop petit pour la discipline. Il intègre alors en 2013 l'école Sports Etudes Academy au Château des Marmousets à La Queue-en-Brie. Coaché par Salame Bakfalouni, il apprend à développer des capacités physiques et mentales.

## Carrière

### Parcours junior
En 2016, Geoffrey Blancaneaux remporte le tournoi international junior de Beaulieu-sur-Mer Grade 1 face au Canadien Benjamin Sigouin, puis le tournoi junior Grand Chelem de Roland-Garros en battant en finale la tête de série no 11 Félix Auger-Aliassime (1-6, 6-3, 8-6) après avoir sauvé trois balles de match. Sur son parcours, il élimine également les têtes de série no 4 et 5 : le Japonais Yosuke Watanuki et le Canadien Denis Shapovalov en demi-finale (après avoir été mené 7-6, 4-2). Il est le premier vainqueur français de ce tournoi depuis Gaël Monfils en 2004, le dernier finaliste étant Gianni Mina en 2009. Geoffrey Blancaneaux n'est alors classé que 39e joueur mondial au classement junior. Il est le premier joueur français depuis Alexandre Sidorenko à l'Open d'Australie en 2006 à remporter un tournoi du Grand Chelem Juniors. Invité à disputer les qualifications du tournoi sénior, il élimine Hiroki Moriya, 218e, au premier tour.

### Parcours sénior
En 2017, Geoffrey Blancaneaux remporte trois tournois Futures (à Hammamet, Bourg-en-Bresse et Istanbul). Grâce à ses bons résultats, il reçoit une wild card pour intégrer le tableau final de l'US Open. Il s'incline cependant dès son premier match en trois sets secs face au Japonais Yuichi Sugita.
En 2018, Geoffrey Blancaneaux remporte en mars un quatrième tournoi Futures (à Opatija) et en juin, le Challenger de Lyon, en double avec son compatriote Elliot Benchetrit. En novembre, il remporte un cinquième tournoi Futures à Monastir.
En 2019, il se qualifie pour le troisième tour des qualifications de Roland Garros après avoir battu Andrea Arnaboldi et Adam Pavlásek mais perd ensuite contre Pedro Martínez.
En décembre 2021, il remporte son premier Challenger, à Maia.
En mai 2022, il sort des qualifications de Roland-Garros 2022. Il est éliminé au 1er tour par le Hongrois Márton Fucsovics.
Il est éliminé au 1er tour du tournoi ATP 250 de Sofia par le Suisse Hüsler, pour sa première participation au tableau final d'un tournoi ATP (en dehors des tournois du Grand Chelem). Le Français y avait passé les deux tours de qualifications.
En mai 2023, il est finaliste au Challenger de Tunis, qui a lieu la semaine précédant les qualifications de Roland Garros.
En mars 2024, il remporte le Challenger de New Dehli.
En février 2025, il remporte le Challenger de Brazzaville.

## Palmarès sur le circuit Challenger

### Titres en simple
| # | Date       | Tournoi                  | Surface      | Adversaire      | Score         |
| - | ---------- | ------------------------ | ------------ | --------------- | ------------- |
| 1 | 06-12-2021 | Maia Open 1, Maia        | Terre (int.) | Tseng Chun-hsin | 3-6, 6-3, 6-2 |
| 2 | 26-02-2024 | Delhi Open, New Delhi    | Dur          | Coleman Wong    | 6-4, 6-2      |
| 3 | 16-02-2025 | Brazzaville, Brazzaville | Terre        | Calvin Hemery   | 6-3, 6-4      |

### Finales en simple
| # | Date       | Tournoi               | Surface      | Adversaire      | Score    |
| - | ---------- | --------------------- | ------------ | --------------- | -------- |
| 1 | 15-05-2023 | KIA Tunis Open, Tunis | Terre battue | Sho Shimabukuro | 4-6, 4-6 |

## Parcours dans les tournois duGrand Chelem

### En simple
| Année | Open d'Australie | Open d'Australie  | Internationaux de France | Internationaux de France | Wimbledon | Wimbledon      | US Open         | US Open       |
| ----- | ---------------- | ----------------- | ------------------------ | ------------------------ | --------- | -------------- | --------------- | ------------- |
| 2016  | —                | —                 | Q2                       | Andrej Martin            | —         | —              | —               | —             |
| 2017  | —                | —                 | Q1                       | Maxime Janvier           | —         | —              | 1er tour (1/64) | Yuichi Sugita |
| 2018  | —                | —                 | Q2                       | Denis Kudla              | —         | —              | —               | —             |
| 2019  | —                | —                 | Q3                       | Pedro Martínez           | —         | —              | —               | —             |
| 2020  | —                | —                 | Q1                       | Christopher Eubanks      | —         | —              | —               | —             |
| 2021  | —                | —                 | Q1                       | Marc Polmans             | —         | —              | —               | —             |
| 2022  | Q1               | Marc Polmans      | 1er tour (1/64)          | Márton Fucsovics         | Q1        | Rinky Hijikata | Q3              | Enzo Couacaud |
| 2023  | Q1               | Marco Trungelliti | Q3                       | Emilio Nava              | Q1        | Harold Mayot   | Q1              | Benoît Paire  |
| 2024  | Q1               | Sumit Nagal       | Q3                       | Hamad Medjedović         | —         | —              | —               | —             |
| 2025  | —                | —                 |                          |                          |           |                |                 |               |

N.B. : à droite du résultat se trouve le nom de l'ultime adversaire.

### En double
| Année | Open d'Australie | Open d'Australie | Internationaux de France                                                                | Internationaux de France | Wimbledon | Wimbledon | US Open | US Open |
| ----- | ---------------- | ---------------- | --------------------------------------------------------------------------------------- | ------------------------ | --------- | --------- | ------- | ------- |
| 2018  | —                | —                | 1er tour (1/32) C. Lestienne \|\| style="text-align:left;" \| Leonardo Mayer João Sousa | —                        | —         | —         | —       |         |
| 2019  | —                | —                | 2e tour (1/16) E. Benchetrit \|\| style="text-align:left;" \| Oliver Marach Mate Pavić  | —                        | —         | —         | —       |         |

N.B. : le nom du partenaire se trouve sous le résultat ; les noms des ultimes adversaires se trouvent à droite.

### En double mixte
| Année | Open d'Australie | Open d'Australie | Internationaux de France                                                                | Internationaux de France | Wimbledon | Wimbledon | US Open | US Open |
| ----- | ---------------- | ---------------- | --------------------------------------------------------------------------------------- | ------------------------ | --------- | --------- | ------- | ------- |
| 2017  | —                | —                | 1er tour (1/16) M. Georges \|\| style="text-align:left;" \| Elina Svitolina Artem Sitak | —                        | —         | —         | —       |         |
|       |                  |                  |                                                                                         |                          |           |           |         |         |
| 2025  | —                | —                | 2e tour (1/8) E. Cascino \|\| style="text-align:left;" \| T. Townsend E. King           | —                        | —         | —         | —       |         |

N.B. : le nom de la partenaire se trouve sous le résultat ; les noms des ultimes adversaires se trouvent à droite.

### Grand Chelem Junior
| Résultat  | Année | Championnat              | Surface      | Adversaire            | Score         |
| --------- | ----- | ------------------------ | ------------ | --------------------- | ------------- |
| Vainqueur | 2016  | Internationaux de France | Terre battue | Félix Auger-Aliassime | 1-6, 6-3, 8-6 |

## Classements ATP en fin de saison
| Année          | 2015 | 2016 | 2017 | 2018 | 2019 | 2020 | 2021 | 2022 | 2023 | 2024 |
| Rang en simple | 1019 | 624  | 294  | 491  | 313  | 283  | 280  | 136  | 232  | 279  |
| Rang en double | 1548 | 1122 | 540  | 255  | 232  | 300  | 298  | 205  | 399  | 189  |

Source : (en) Classements de Geoffrey Blancaneaux sur le site officiel de la Fédération internationale de tennis